# 1 by 1 Tour
1 by 1 Tour foi a terceira turnê da cantora e compositora estadunidense Billie Eilish. Junto de suas primeiras turnês, acompanha seu EP de estréia Don't Smile at Me. A turnê foi anunciada pela primeira vez em 23 de julho de 2018, com 14 apresentações na América do Norte, e anunciou os shows da Europa em 27 de julho de 2018.

## Repertório
Este repertório é referente as apresentações que fizeram parte da turnê no ano de 2018, não necessariamente reflete o repertório da mesma turnê em 2019.
1. "My Boy"
2. "idontwannabeyouanymore"
3. "Bored"
4. "Hotline Bling"
5. "Party Favor"
6. "Lovely"
7. "Bitches Broken Hearts"
8. "Six Feet Under"
9. "Watch" & "&Burn"
10. "When the Party's Over"
11. ""You Should See Me in a Crown"
12. "Hostage"
13. "Bellyache"
14. "Ocean Eyes"

Bis
1. "Copycat"

## Shows
| Data                    | Cidade           | País             | Local                     | Atos de Abertura       |
| América do Norte        | América do Norte | América do Norte | América do Norte          | América do Norte       |
| ----------------------- | ---------------- | ---------------- | ------------------------- | ---------------------- |
| 20 de outubro de 2018   | Oakland          | Estados Unidos   | Fox Oakland Theatre       | FINNEAS Childish Major |
| 21 de outubro de 2018   | Sacramento       | Estados Unidos   | Ace of Spades             | FINNEAS Childish Major |
| 23 de outubro de 2018   | Portland         | Estados Unidos   | Roseland Theater          | FINNEAS Childish Major |
| 24 de outubro de 2018   | Seattle          | Estados Unidos   | The Showbox               | FINNEAS Childish Major |
| 28 de outubro de 2018   | Chicago          | Estados Unidos   | Metro                     | FINNEAS Childish Major |
| 30 de outubro de 2018   | Toronto          | Canadá           | Phoenix Concert Theatre   | FINNEAS Childish Major |
| 31 de outubro de 2018   | Toronto          | Canadá           | Phoenix Concert Theatre   | FINNEAS Childish Major |
| 2 de novembro de 2018   | Boston           | Estados Unidos   | House of Blues            | FINNEAS Childish Major |
| 3 de novembro de 2018   | Nova Iorque      | Estados Unidos   | Irving Plaza              | FINNEAS Childish Major |
| 4 de novembro de 2018   | Filadélfia       | Estados Unidos   | Union Transfer            | FINNEAS Childish Major |
| 5 de novembro de 2018   | Nova Iorque      | Estados Unidos   | Brooklyn Steel            | FINNEAS Childish Major |
| 7 de novembro de 2018   | Washington D.C.  | Estados Unidos   | 9:30 Club                 | FINNEAS Childish Major |
| 9 de novembro de 2018   | Atlanta          | Estados Unidos   | Variety Playhouse         | FINNEAS Childish Major |
| 13 de novembro de 2018  | Dalas            | Estados Unidos   | Granada Theater           | FINNEAS Childish Major |
| 14 de novembro de 2018  | Austin           | Estados Unidos   | Emo's                     | FINNEAS Childish Major |
| 16 de novembro de 2018  | Phoenix          | Estados Unidos   | The Van Buren             | FINNEAS Childish Major |
| 17 de novembro de 2018  | San Diego        | Estados Unidos   | Soma                      | FINNEAS Childish Major |
| 20 de novembro de 2018  | Los Angeles      | Estados Unidos   | The Fonda Theatre         | FINNEAS Childish Major |
| 21 de novembro de 2018  | Los Angeles      | Estados Unidos   | The Fonda Theatre         | FINNEAS Childish Major |
| 23 de novembro de 2018  | Los Angeles      | Estados Unidos   | The Fonda Theatre         | FINNEAS Childish Major |
| Europa                  |                  |                  |                           |                        |
| 11 de fevereiro de 2019 | Berlim           | Alemanha         | Kesselhaus                | FINNEAS EarthGang      |
| 12 de fevereiro de 2019 | Hamburgo         | Alemanha         | Uebel & Gefährlich        | FINNEAS EarthGang      |
| 13 de fevereiro de 2019 | Copenhague       | Dinamarca        | Vega                      | FINNEAS EarthGang      |
| 15 de fevereiro de 2019 | Estocolmo        | Suécia           | Fryshuset                 | FINNEAS EarthGang      |
| 17 de fevereiro de 2019 | Francoforte      | Alemanha         | Gibson Club               | FINNEAS EarthGang      |
| 18 de fevereiro de 2019 | Paris            | França           | La Cigale                 | FINNEAS EarthGang      |
| 21 de fevereiro de 2019 | Milão            | Itália           | Fabrique                  | FINNEAS EarthGang      |
| 22 de fevereiro de 2019 | Zurique          | Suíça            | Halle 622                 | FINNEAS EarthGang      |
| 24 de fevereiro de 2019 | Utreque          | Países Baixos    | TivoliVredenburg          | FINNEAS EarthGang      |
| 25 de fevereiro de 2019 | Bruxelas         | Bélgica          | Salle de la Madeleine     | FINNEAS EarthGang      |
| 27 de fevereiro de 2019 | Manchester       | Inglaterra       | Manchester Academy        | FINNEAS EarthGang      |
| 28 de fevereiro de 2019 | Glásgua          | Escócia          | SWG2 Studio               | FINNEAS EarthGang      |
| 2 de março de 2019      | Birmingham       | Inglaterra       | O2 Institute 1            | FINNEAS EarthGang      |
| 4 de março de 2019      | Londres          | Inglaterra       | O2 Shepherd's Bush Empire | FINNEAS EarthGang      |
| 5 de março de 2019      | Londres          | Inglaterra       | O2 Shepherd's Bush Empire | FINNEAS EarthGang      |
| 6 de março de 2019      | Londres          | Inglaterra       | O2 Shepherd's Bush Empire | FINNEAS EarthGang      |
| 9 de março de 2019      | Barcelona        | Espanha          | Sala La (2) De Apolo      | FINNEAS EarthGang      |